# امیلی فیتزروی
امیلی فیتزروی (انگلیسی: Emily Fitzroy؛ ۲۴ مهٔ ۱۸۶۰ – ۳ مارس ۱۹۵۴) یک هنرپیشه اهل بریتانیا بود.
از فیلم‌ها یا برنامه‌های تلویزیونی که وی در آن نقش داشته است می‌توان به عشق، بانو، زن دو چهره، پل سن لوئیس ری، اسرار، خفاش، دن خوان، دن کیشوت، ماه نو و جمع اضداد محال است اشاره کرد.